# Transcontinental FM
Transcontinental FM é uma emissora de rádio brasileira de Mogi das Cruzes, com torre e com sede nesse município, e que opera nos 104.7 MHz em FM para ouvintes da Região Metropolitana de São Paulo. Pertence a Cid Luiz de Souza Jardim.

## História
Inaugurada em 10 de outubro de 1981, a Transcontinental visava inicialmente ao público de classe A. Sua programação era bastante elitizada, composta por músicas internacionais e orquestradas, MPB e raramente samba. Em 1991, a emissora passou por uma profunda reformulação em sua grade de programação, que passou a ser composta quase essencialmente de música brasileira, em especial samba (com seu seu subgênero pagode. O novo projeto também apostou na participação de ouvintes durante a programação, o que levou a significativa ampliação da audiência.
A rádio tem figurado entre as cinco emissoras de FM mais ouvidas da Grande São Paulo, ocupando o quinto lugar geral de audiência, sendo a também a segunda emissora do gênero popular mais ouvida de São Paulo, (estando atrás apenas da Band FM), ficando à frente da Nativa FM, Gazeta FM, 105 FM, Massa FM, Tropical FM, Top FM e Imprensa FM. Além da região metropolitana da capital paulista, a Transcontinental atinge a Baixada Santista, Litoral Norte, Vale do Paraíba Paulista e até algumas cidades do Sul de Minas Gerais.